# 庆尚道
慶尚道 （：／ Gyeongsang-do）是昔日的朝鮮八道之一，位於朝鮮半島東南部，道府位於大邱。

## 沿革
原來分屬嶺南、北南和嶺東地，1314年設道，道名由慶州（경주）和尚州（상주）合併。
1895年，朝鮮行二十三府制。本道被分為四府，即北部的安東府（안동부）、西南部的晉州府（진주부）、中部的大邱府和東南部的東萊府（동래부，即今日之釜山）。翌年即廢，安東、大邱及東萊府北部合併為慶尚北道，晉州與東萊府南部合併為慶尚南道，兩道目前皆為大韓民國所轄。
政治上是保守派国民力量的大本營。1948年大韓民國成立以來，多任韓國總統均來自慶尚道，包括朴正熙、全斗煥、盧泰愚、金泳三、盧武鉉、李明博、朴槿惠和文在寅。

## 地理
本道傳統上稱為嶺南，東為日本海，西為忠清道與全羅道，南為朝鮮海峽，北為江原道。被太白山脈和小白山脈圍繞，主要河流有洛東江。
主要城市有釜山、大邱、蔚山、晉州、慶州、尚州、安東、金海、昌原、榮州、馬山、密陽和金泉等。